# Gakutlo
Gakutlo est une ville du Botswana.